# Julius Raab
Julius Raab (Sankt Pölten, Arxiducat d'Àustria, Àustria-Hongria 1891 - Viena, Àustria 1964) Polític austríac conservador, fou el Canceller (1953-1961), fou President de la República interinament el 1957, Ministre d'Afers Exteriors interinament el 1959, Ministre de Comerç i Transport (1938) i Ministre de Comerç i Reconstrucció interí el 1953.

## Biografia
Julius Raab va néixer a Sankt Pölten, Arxiducat d'Àustria (actualment Baixa Àustria), Àustria-Hongria (actualment Àustria) el 29 de novembre de 1891. Fou el tercer fill d'una família tradicional de la Baixa Àustria.
Estudià l'educació secundària al Stiftsgymnasium a Seitenstetten, Baixa Àustria. Quan acabà la secundària ingressà a la Universitat Tècnica d'Enginyeria (Technischen Hochschule Bauingenieurwesen) de Viena, on estudià enginyeria civil, també s'afilià al Sindicat d'estudiants catòlics.
Durant la Primera Guerra Mundial esdevingué enginyer militar, ja que fou cridat a incorporar-se a l'exèrcit d'Àustria-Hongria. El 15 de juny de 1918 morí el seu tinent al front, en un intent de penetrar al territori controlat per Itàlia. Llavors fou nomenat nou tinent i també l'encarregat rellançar una nova penetració en territori italià, travessant el riu Piave, Raab però contradient les ordres no ho ordenà de moment, i llavors els aliats van atacar-los i ells es rendiren. Tot i això mai es va absoldre a Raab per la seva responsabilitat.
Amb la independència d'Àustria, s'afilià al Partit Socialcristià (CS), i a les eleccions de 1927 fou elegit diputat al Consell Nacional, fou reelegit a les eleccions de 1930, i deixà el càrrec el 1934 després que el canceller Engelbert Dollfuß abolís el parlament i convertís l'estat en una dictadura. Durant la Primera República fou un destacat membre de la Heimwehr (organització paramilitar del Partit Socialcristià).
Quan el canceller Kurt Schuschnigg renovà el seu executiu, el 16 de febrer de 1938 nomenà a Raab com a Ministre de Comerç i Transport, tot i això no va poder exercir massa les seves funcions, ja que ni tan sols un mes després, l'11 de març de 1938, Adolf Hitler annexionà Àustria al Tercer Reich (això s'anomenà Anschluss); per tant Raab i els seus companys de govern deixaren els seus càrrecs.
Els nazis consideraren a Raab com a "no apte per al servei militar", tot i això, Raab es va salvar d'anar a cap camp de presoners, ja que coneixia un líder nazi a la Baixa Àustria, que el protegí de qualsevol detenció. Amb això formà una empresa de construcció i enginyeria a Viena, aquí acollí a molts amics, i excompanys del Partit Socialcristià, també acollí temporalment al que més tard seria el seu predecessor com a canceller, Leopold Figl.
Després de la caiguda del nazisme, el 1945 fundà la Cambra Federal de Comerç d'Àustria (Wirtschaftskammer Österreich), i el 1947 n'esdevingué president.
El 1945 també participà en la fundació del nou Partit Popular (ÖVP), en el que hi tingué un paper important, i fou proposat com a membre del govern provisional presidit per Karl Renner, però Raab desistí, ja que se'l podia acusar políticament pel seu passat com a membre de la Heimwehr i Ministre durant l'Austrofeixisme.
Entre 1946 al 1953 fou President de la Cambra Econòmica Federal d'Àustria.
El 1952 fou elegit President del Partit Popular, després de la dimissió de Leopold Figl; ostentà el càrrec fins al 1960.

## Canceller d'Àustria (1953-1961)
Raab fou designat candidat del Partit Popular a eleccions legislatives de 1953, que se celebraren el 22 de febrer. Tot i que el seu partit va perdre les eleccions en vots (1,781,777 vots i 41,3% dels sufragis) enfront del Partit Socialdemòcrata (1,818,517 vots i 42,1% dels sufragis) que les guanyà en vots; tot i això la llei electoral austríaca atorgava un diputat més al Partit Popular que al Socialdemòcrata (74 contra 73).
Ara bé, tot i que fou elegit Canceller, la formació de govern fou molt complicada (prengué possessió del càrrec el 2 d'abril de 1953, quasi dos mesos més tard que les eleccions), i al final, després de moltes dificultats renovà la coalició amb el Partit Socialdemòcrata.
El 21 d'abril de 1953 (19 dies després de la formació del govern), li dimití Josef Böck-Greissau, el Ministre de Comerç i Reconstrucció, i ell assumí els poders interinament fins al 28 d'abril quan nomenà a Udo Illig com a successor.
El primer mandat es caracteritzà per les intenses negociacions (sobretot amb la Unió Soviètica) per accelerar la completa independència de l'estat. Això portà a la signatura del Tractat de la Independència d'Àustria (Österreichischer Staatsvertrag) el 15 de maig de 1955, amb França, el Regne Unit, la Unió Soviètica i els Estats Units per tal que abandonessin militarment l'estat (ocupat en zones des de 1945). Aquest es considera un dels principals èxits de la cancelleria de Raab.
Després del tractat, Raab dissolgué anticipadament el parlament i convocà noves eleccions legislatives per al 13 de maig de 1956, en les que repetí com a candidat pel Partit Popular.
Les eleccions van sumar suport a les forces governamentals i hi va haver pèrdues per als partits de l'oposició (comunistes i nacional conservadors); així, el seu partit va obtenir 1,999,986 vots, el 46% dels sufragis, i 82 diputats, mentre que el Partit Socialdemòcrata obtingué 74 diputats. El 29 de juny del mateix any, Raab renovà la coalició amb els socialdemòcrates.
L'altre factor d'èxit fou la ràpida recuperació econòmica de l'estat (tot i que bona part a les ajudes del Pla Marshall), i per la bona coordinació amb el seu Ministre Federal de Finances, Reinhard Kamitz.
El 4 de gener de 1957 morí el President de la República, Theodor Körner, i com que fins al 5 de maig no s'havien de celebrar les eleccions presidencials, Raab assumí el càrrec interinament. El 22 de maig del mateix any deixà el càrrec a Adolf Schärf (que havia guanyat les eleccions presidencials).
Entre el 10 de juny i el 16 de juliol de 1959 exercí interinament com a Ministre d'Afers Exteriors, entre la dimissió de Leopold Figl i el nomenament de Bruno Kreisky.
El govern de Raab va perdre dinamisme, i es va veure obligat a convocar eleccions anticipades, en aquestes eleccions legislatives, que se celebraren el 10 de maig de 1959, passà un fenomen semblant que a eleccions de 1953: El Partit Socialdemòcrata guanyà les eleccions en vots i % (1,953,935 vots i 44,8%), i el Partit Popular de Raab les perdé (1,928,043 vots i 44,2%); però tot i això, segons la llei electoral, en aquest cas el Partit Popular va obtenir 79 diputats, i el socialdemòcrata 78. Les negociacions foren llargues (duraren dos mesos), i al final, el 16 de juliol de 1959 renovà la coalició amb els socialdemòcrates, tot i que hagué de pagar un preu alt per conservar la cancellera, ja que va haver de cedir alguns ministeris claus (com el d'Assumpres Exteriors) al Partit Socialdemòcrata.

Les negociacions de govern el 1959 provocaren un malestar intern dins del Partit Popular, i alguns dels seus membres demanaven la dimissió de Raab per la falta de lideratge i de dinamisme. A la fi, el 1960 dimití com a president del Partit Popular, i fou substituït per Alfons Gorbach. També, a dins del govern la pressió amb els socialdemòcrates augmentà, i es va veure obligat a renovar el gabinet el 3 de novembre de 1960.
Finalment dimití del càrrec de Canceller l'11 d'abril de 1961, i fou substituït pel president del seu partit, Alfons Gorbach.

## Postcancelleria i mort
Raab fou nomenat candidat a la presidència de la república per a les eleccions de 1963 pel Partit Popular. El president sortint, Adolf Schärf, que era molt popular, ho tenia tot per guanyar les eleccions, tot i això amb Raab al capdavant li ho posà difícil.
El 28 d'abril de 1963 se celebraren les eleccions, i les guanyà, tal com les previsions aputaven, el president Schärf (recolzat pels socialdemòcrates) amb el 55,4%. Raab es quedà al 40,6%, i el tercer candidat, l'independent Josef Kimmel obtingué el 4%. La derrota de Raab va ésser deguda a la falta de lideratge dels seus últims anys al capdavant de l'executiu.
Va morir a Viena el 8 de gener de 1964, amb 72 anys.